# Caserío Argoainaundi
El caserío Argoainaundi situado en el municipio de Zarauz (Provincia de Guipúzcoa, España) es un caserío sobre solar de origen medieval que mantiene de su época original —siglo XVI— parte de los muros góticos y dos ventanas en primera planta artesonadas y recercadas con piedra sillar. En el siglo XVIII, respetando la volumetría original, se le introdujo la actual estructura de madera. 

## Descripción
Caserío unifamiliar de planta rectangular, de 20 x 17 m, implantado sobre la vertiente SE de una loma. Consta de dos plantas y desván. Los muros de cerramiento son de mampostería en las cuatro fachadas, con esquinales de sillar y con partes de posible sillarejo gótico no visible debido al revoco. Los muros están enfoscados y pintados de color blanco.
La fachada principal es de orientación SE y dispone, en planta baja, de dos puertas de acceso y cinco vanos de ventana. En primera planta esta fachada presenta dos huecos laterales y tres centrales dos de ellos balcones con antepecho. De los huecos laterales, el izquierdo es una ventana geminada, actualmente sin parteluz, ejecutada con sillares de ángulos biselados y con alféizar tallado y artesonado. Por su parte, el derecho, es una ventana apuntada recercada en sillar y con alféizar de piedra tallada. A la altura de la planta de desván, esta fachada presenta dos sencillos huecos con marcos y cierres de madera en sustitución del antiguo tablazón de cerramiento.
La fachada NE, de menor altura, dispone, en planta baja, de un portón de entrada en la parte más W y dos irregulares huecos de ventana.
La fachada NW, de altura similar a la principal, es de presencia ciega aunque dispone de dos pequeñas troneras a la altura de la planta de desván. Están ejecutadas en piedra sillar.
La fachada SW es la fachada que da frente al camino de acceso. Presenta un portón para acceso directo mediante rampa a la planta de desván con cubierta de tejadillo a dos aguas levantado sobre la cubierta sobre ese lado. Esta fachada dispone en parte más W de un anejo adosado cubierto por una prolongación del faldón SW de la cubierta. Así mismo, adosado a esta fachada y en su lado S, dispone de una estructura de hormigón diáfana que sirve de apoyo a un depósito de agua de sección cuadrada.
Junto al camino de acceso, la edificación dispone de un anejo borda auxiliar que alberga en su interior un lagar de manzana de sidra.
La estructura interior del caserío se levanta sobre cuatro postes-ejes enterizos apoyados en sendas zapatas de piedra y sobre los cuales se ensamblan las vigas principales apoyando sobre dichos ensambles y añadiendo suplementos de madera adosados al pilar y tornapuntas. El forjado de primera planta cubre toda la planta. Esta ejecutado con solivos de sección mediana muy regular en su primera crujía desde la fachada principal. Los solivos de la parte trasera —segunda y tercera crujías— son de menor sección. La cubierta se resuelve con correas, cabrios y el enlatado de cubierta con cubrición de teja curva.
La estructura está marcada en parte con signos y numerales romanos.